# Jakob Puštalski
Jakob Puštalski, slovenski plemič, * cca. 1540, Puštal (?), † 1598, Puštal, Škofja Loka (?).

## Življenjepis
Jakob Puštalski je po svojem očetu Krištofu leta 1550, kot mladoleten, podedoval zapuščino takrat vredno 52 goldinarjev 59 krajcarjev. Ker je bil mladoleten mu je bil za varuha postavljen Kozma Rauber. 
Konec petdesetih let 16. stoletja so puštalski podložniki začeli ribariti za svoje gospode do Goričan na Sori in njenih pritokih. Pri tem so poleg trnka uporabljali tudi večje ali manjše mreže. Loški oskrbnik je hotel temu narediti konec, a vedel je, da bodo Puštalski zahtevali, da pride škof osebno na obravnavo (1567). Freisinški škof je posredoval na vseh koncih in krajih, obrnil se je celo na nadvojvoda Karla. Ker ni bilo sankcij je Jakob postal še predrznejši in pri svojem polju ob Sori postavil mrežo; ko je drugi dan loški oskrbnik storil enako, se je Puštalski pritožil na deželi (1587).
Ko je Jakob Puštalski umrl brez potomcev, se je začel boj za njegovo dediščino.